# Burscough
Burscough est une ville et une paroisse civile du Lancashire, en Angleterre.